# Tác nhân tách cặp
Tác nhân tách cặp là một chất có khả năng triệt tiêu thế điện hóa proton giữa hai môi trường ngăn cách bởi lớp màng trong của ti thể để ngăn ti thể sử dụng năng lượng tích chứa trong thế này để sinh tổng hợp ATP trong sự phosphorylate oxy hóa. Bản thân ti thể cũng chứa một số protein nằm ở lớp màng trong của nó đảm nhận vai trò tác nhân tách cặp.

## Cơ chế
Để triệt tiêu thế điện hóa proton và cái đi kèm với nó là lực vận động proton, các tác nhân tách bắt lấy các proton ở khoảng không giữa hai lớp màng rồi đem thả proton trở lại chất nền ti thể mà không qua ATP synthase. Tính chất tan trong chất béo và tính axít yếu giúp các tác nhân này dễ dàng di chuyển qua lớp màng sinh chất lipid để bắt, vận chuyển và thả các proton. Như vậy thế proton và proton lực vận động proton coi như bị triệt tiêu và mặc dù chuỗi chuyển điện tử vẫn hoạt động nhưng không có ATP nào được tạo ra. Ở đây năng lượng trong thế proton được chuyển hóa hoàn toàn sang nhiệt năng, điều xảy ra trong các mô mỡ nâu nơi có chức năng cung cấp nhiệt cho cơ thể. Sự sụp đổ của thế proton cũng khiến quá trình điều tiết hô hấp bị triệt tiêu dưới sự hiện diện của các protein này, như vậy hoạt động của chuỗi chuyển điện tử diễn ra với tốc độ tối đa và NADH, FADH2 bị oxy hóa liên tục bất chấp nồng độ ATP trong ti thể và tế bào.
Ở các loại động vật có vú, có năm loại protein tách cặp:
- UCP1, tức thermogenin.
- UCP2
- UCP3
- SLC25A27, tức "UCP4"
- SLC25A14, tức "UCP5"

## Vai trò
Ở một số mô mỡ đặc biệt gọi là mỡ nâu, các ti thể chứa một lượng lớn các protein tách cặp và vì vậy gần như toàn bộ năng lượng sinh ra trong quá trình hô hấp đều được chuyển hóa thành nhiệt thay vì chuyển sang dạng ATP. Các protein này được kích hoạt khi cơ thể cần một lượng nhiệt lớn, lúc đó các tế bào sẽ oxy hóa lượng mỡ dự trữ với một tốc độ chóng mặt và chuyển phần lớn năng lượng sản sinh trong quá trình hô hấp thành nhiệt năng. Như vậy các mô mỡ nâu đóng vai trò như một bộ phận gia nhiệt, cung cấp nhiệt năng cho cơ thể trong những lúc cần ví dụ như khi đánh thức các động vật ngủ đông hay bảo vệ cơ thể trẻ sơ sinh khỏi bị thất thoát nhiệt.
Mức độ hiện diện của các protein tách cặp được điều chỉnh bởi điều kiện môi trường; tỉ như khi cần chống chọi với cái lạnh, cơ thể chuột kích thích quá trình sản xuất protein tách cặp thermogenin. Ở các sinh vật chịu lạnh giỏi, lượng thermogenin chiếm đến 15 phần trăm tổng số protein ở lớp màng trong ti thể. Thậm chí ở các loài vật như hải cẩu, ti thể ở các mô cơ cũng chứa các thermogenin. Cơ thể người lớn không chứa nhiều mô mỡ nâu, tuy nhiên cơ thể trẻ em mỡ nâu chiếm tỉ lệ rất lớn.
Một số hóa chất như 2,4-Dinitrophenol (DNP) và CCCP cũng có tác dụng như các tác nhân tách cặp và được xem như là các chất độc. Ethanol và salicyclate cũng là các tác nhân tách cặp và chúng sẽ rút kiệt nhiên liệu dự trữ của cơ thể cũng như tăng thân nhiệt nếu dùng quá nhiều.